# Amade ibne Tugane Alujaifi
Amade ibne Tugane Alujaifi (Ahmad ibn Tughan al-Ujayfi - lit. Amade, filho de Tugane al-Ujaifi) foi um oficial militar do Califado Abássida que atuou como governador de Tarso, Antioquia e das regiões fronteiriças na Cilícia (Tugur Axamia) para a dinastia tulúnida semiautônoma em 891-896.

## Vida

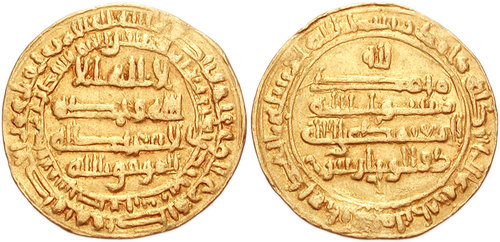
Dinar de ouro de Almutâmide r. com os nomes de Almuafaque r. e o vizir Saíde (duluizarataim)

Zona fronteiriça árabe-bizantina

Amade ibne Tugane aparece pela primeira vez em 891, durante o governo de Iazamane Alcadim em Tarso. No ano anterior, Iazamane havia reconhecido a suserania do governante tulúnida Cumarauai (r. 884–896) contra a do governo central abássida sob o regente Almuafaque (r. 870–891). Segundo Atabari, Amade chegou em Tarso em 4 de outubro de 891 e tomou parte na expedição de verão (sa’ifa) contra a fortaleza fronteiriça bizantina de Salandu (Trajanópolis), onde Iazamane foi mortalmente ferido, morrendo no dia seguinte (23 de outubro). Segundo ibne Alatir, "ibne Ujaife" (Amade) sucedeu Iazamane como governador de Tarso e foi confirmado por Cumarauai, embora um certo ibne Abi Issa, que também fora um comandante na expedição contra Salandu, pode ter mantido o posto brevemente como um governador interino.
Logo depois, contudo, ele foi substituído como governador de Tarso por Maomé ibne Muça Araje. O último não permaneceu no posto por muito tempo, sendo deposto e capturado em agosto de 892 em uma revolta da população de Tarso, que ficara irritada com a tentativa tulúnida de prender o magnata local Ragibe e confiscar sua propriedade. Cumarauai foi forçado a desistir, e enviou Ragibe de volta para a cidade, junto com Amade, que foi novamente nomeado governador. Eles chegaram na cidade em 7 de novembro de 892. S. M. Stern sugere que talvez o "al-Ujaifi" ou "ibne Ujaife" que aparece como governador de Tarso durante o período era uma pessoa diferente de Amade ibne Tugane, que pode ter sido o governador das zonas fronteiriças mais amplas em vez de Tarso apenas. A literatura moderna, contudo, geralmente considera-os como a mesma pessoa.
Em setembro de 893, Amade ibne Tugane, ao lado de Amade ibne Aba e Badre Alhamami, liderou uma expedição contra os bizantinos, alcançando tão longe quanto al-Balacsum (não identificada, possivelmente Cariano ou a Telmesso lícia). Em setembro de 896, ele supervisionou a troca de prisioneiros com os bizantinos no rio Lamos, que começou em 16 de setembro e durou 12 dias, levando ao resgate de 2 504 homens, mulheres e crianças segundo Atabari, enquanto Almaçudi variadamente menciona os números de prisioneiros trocados como 2 495 ou 3 000. Ao mesmo tempo, Almaçudi chama Amade como "governador das terras fronteiriças e de Antioquia". Em outubro, após a troca ser concluída, Amade deixou Tarso pelo mar, deixando o renegado bizantino Damião de Tarso (um antigo servo de Iazamane) em seu lugar como governador da cidade. Depois, em março/abril de 897, ele enviou Iúçufe ibne Albagimardi para Tarso para substituí-lo ou reforçar Damião.